# Chapadão do Lageado
Chapadão do Lageado es un municipio brasileño del estado de Santa Catarina. Tiene una población estimada al 2022 de 2 950 habitantes. Forma parte de la Región metropolitana del Alto Valle de Itajaí.

## Historia
En 1922 comenzó la colonización de la región del actual municipio, principalmente por descendientes de alemanes de las ciudades vecinas. El municipio de Chapadão do Lageado se creó en 1995, emancipándose de Ituporanga.